# 萨尔达坂乡
萨尔达坂乡，是中华人民共和国新疆维吾尔自治区乌鲁木齐市乌鲁木齐县下辖的一个乡镇级行政单位。

## 行政区划
萨尔达坂乡下辖以下地区：
东南沟村、萨尔达坂村、马家庄子村、赵家庄子村、萨尔乔克村和大泉村。